# Małojarosławiec (stacja kolejowa)
Małojarosławiec (ros. Малоярославец) – stacja kolejowa w miejscowości Małojarosławiec, w rejonie małojarosławieckim, w obwodzie kałuskim, w Rosji. Położona jest na linii Moskwa – Briańsk – Kijów.
Przy stacji działa lokomotywownia.

## Historia
Stacja powstała w czasach carskich pomiędzy stacjami Bałabanowo i Suchodriew.

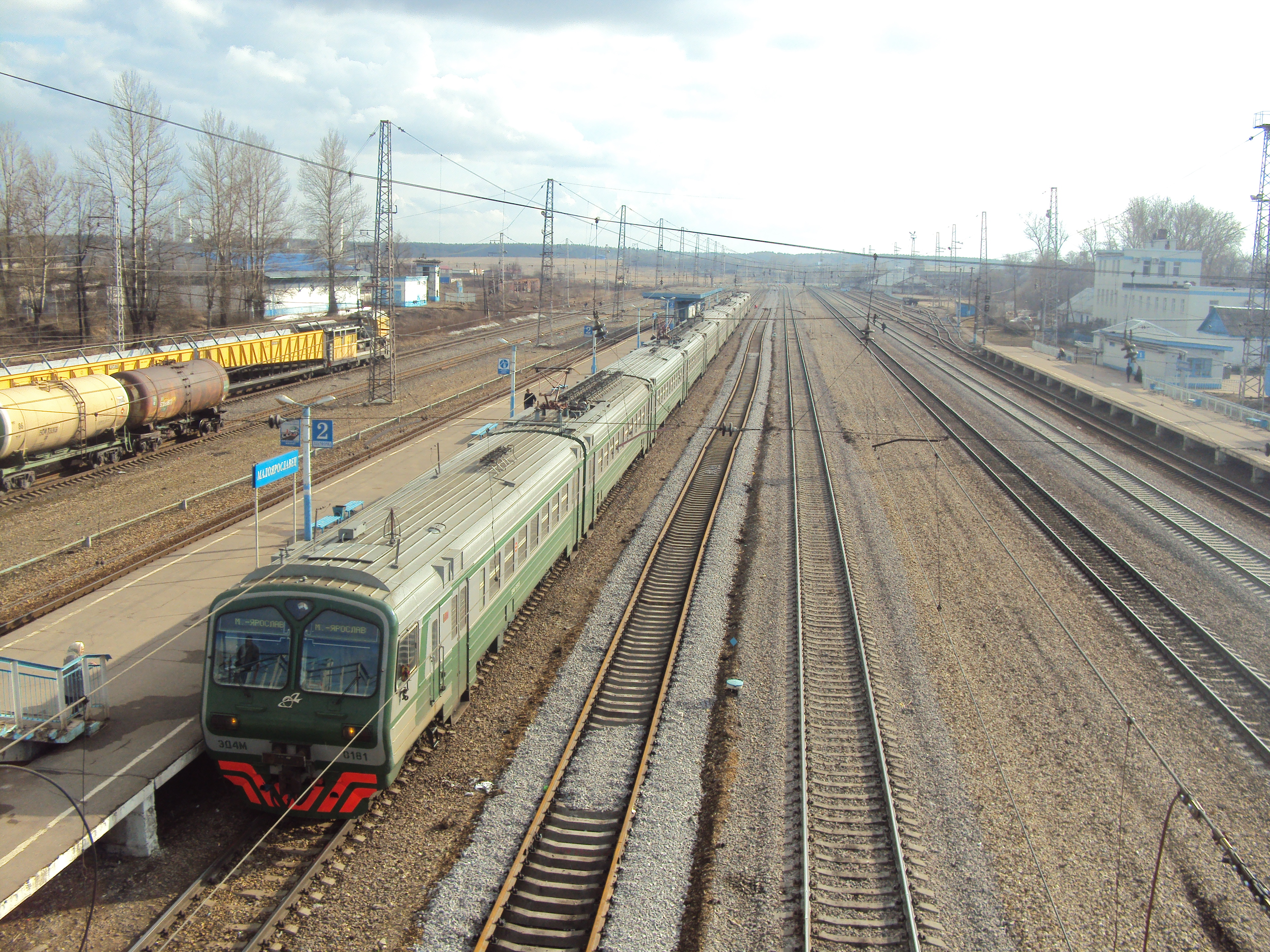
widok w stronę Briańska
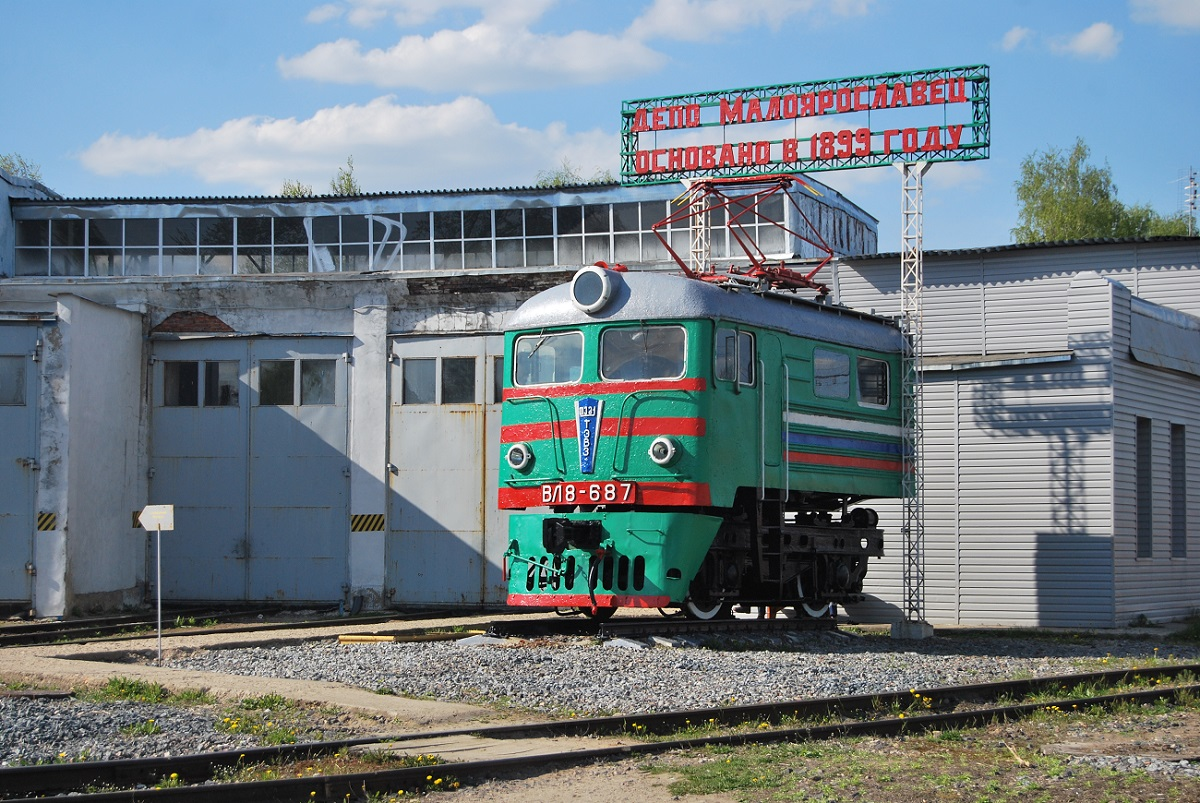
pomnik 100-lecia lokomotywowni